# Emanuel Vignato
Emanuel Vignato (Negrar, 24 augustus 2000) is een Italiaanse voetballer van Braziliaanse afkomst die doorgaans als aanvaller speelt. Hij verruilde Chievo Verona in januari 2020 voor Bologna.

## Carrière
Vignato is een zoon van een Italiaanse vader en een Braziliaanse moeder. Hij stroomde door vanuit de jeugd van Chievo Verona, waarvoor hij op 20 mei 2017 debuteerde in het eerste elftal. Hij kwam toen in de 87e minuut in het veld voor Roberto Inglese tijdens een met 3–5 verloren wedstrijd in de Serie A thuis tegen AS Roma. Zijn eerste basisplaats volgde op 8 april 2019, in een met 3–0 verloren competitiewedstrijd uit bij Bologna FC. Twaalf dagen later maakte Vignato zijn eerste doelpunt als profvoetballer. Hij bracht Chievo die dag met 0–1 voor in een met 1–2 gewonnen competitiewedstrijd uit bij Lazio. Op 20 januari 2020 werd Vignato verkocht aan Bologna FC, maar hij maakte het seizoen op huurbasis af bij Chievo.

## Clubstatistieken
| Seizoen     | Club          | Competitie  | Competitie | Competitie | Beker | Beker | Internationaal | Internationaal | Totaal | Totaal |
| Seizoen     | Club          | Competitie  | Wed.       | Dlp.       | Wed.  | Dlp.  | Wed.           | Dlp.           | Wed.   | Dlp.   |
| ----------- | ------------- | ----------- | ---------- | ---------- | ----- | ----- | -------------- | -------------- | ------ | ------ |
| 2016/17     | Chievo Verona | Serie A     | 2          | 0          | 0     | 0     | —              | —              | 2      | 0      |
| 2017/18     | Chievo Verona | Serie A     | 0          | 0          | 0     | 0     | —              | —              | 0      | 0      |
| 2018/19     | Chievo Verona | Serie A     | 10         | 1          | 0     | 0     | —              | —              | 10     | 1      |
| 2019/20     | Chievo Verona | Serie B     | 0          | 0          | 2     | 0     | —              | —              | 2      | 0      |
| Club totaal | Club totaal   | Club totaal | 12         | 1          | 2     | 0     | 0              | 0              | 14     | 1      |

Bijgewerkt t/m 19 augustus 2019

## Interlandcarrière
Vignato maakte deel uit van verschillende Italiaanse nationale jeugdselecties. Hij nam met Italië –17 deel aan het EK –17 van 2017.
1 Skorupski ·
2 Holm ·
3 Posch ·
5 Erlić ·
6 Moro ·
7 Orsolini ·
8 Freuler ·
9 Castro ·
10 Karlsson ·
11 Ndoye ·
14 Iling-Junior ·
15 Casale ·
16 Corazza ·
17 El Azzouzi ·
18 Pobega ·
19 Ferguson  ·
20 Aebischer ·
21 Odgaard ·
22 Lykogiannis ·
23 Bagnolini ·
24 Dallinga ·
26 Lucumí ·
28 Cambiaghi ·
29 De Silvestri ·
30 Domínguez ·
31 Beukema ·
33 Miranda ·
34 Ravaglia ·
80 Fabbian ·
82 Urbański ·
Coach: Italiano